# Mine de Macraes
La mine de Macraes est une mine à ciel ouvert et souterraine d'or située dans la région d'Otago dans l' Île du Sud de la Nouvelle-Zélande.

## Situation
Elle est située tout près de la ville de Macraes Flat et est la propriété de la société OceanaGold Corporation (en). 
C’est la plus grande mine d’or du pays et elle consiste en une grande mine à ciel ouvert , ouverte en 1990, avec une nouvelle mine souterraine, ouverte  plus récemment en 2008.

## Géologie
Les roches contenant l’or se sont formées par un processus d’orogenèse, qui a créé le lit de schiste d’Otago.

## Production
La production d’or est en moyenne de 193 000 onces troy par an de 2008 à 2010.
La teneur en or du minerai a diminué jusqu’à 1,26 gramme/tonne en 2010, mais les taux de récupération se sont légèrement améliorés pour atteindre 81 % de l’or contenu dans le minerai en 2010.
De 1990 jusqu’en 2014, la production totale d’or a été d’environ 4 millions d’onces. 
La cinq millionième once d’or de la mine fut extraite en juillet 2019.
La compagnie estime que les réserves d’or sont de 1,53 million d'once troy, ainsi qu'une ressource sub-économique d'or plus importante et elle espère que la mine fonctionnera au moins au-delà de 2021,